# Valerie Brisco-Hooks
Valerie Ann Brisco-Hooks, ameriška atletinja, * 6. julij 1960, Greenwood, Mississippi.
Kot prva je osvojila olimpijske medalje na 200 in 400 metrov.